# EURODOC
EURODOC är ett europeiskt samarbetsorgan för organisationer som på det nationella nivån organiserar doktorander och nyexaminerade doktorer. Doktorandkommittén vid Sveriges förenade studentkårer (SFS-DK), tidigare Sveriges Doktorander, är medlem i organisationen.